# 自転車活用推進法
自転車活用推進法（じてんしゃかつようすいしんほう、平成28年12月16日法律第113号）は、自転車の活用の推進に関する日本の法律である。
2016年（平成28年）に成立した。2016年（平成28年）12月16日に公布され、2017年（平成29年）5月1日より施行された。

## 概要
同法律は、第一条によれば「極めて身近な交通手段である自転車の活用による環境への負荷の低減、災害時における交通の機能の維持、国民の健康の増進等を図ることが重要な課題であることに鑑み、自転車の活用の推進に関し、基本理念を定め、国の責務等を明らかにし、及び自転車の活用の推進に関する施策の基本となる事項を定めるとともに、自転車活用推進本部を設置することにより、自転車の活用を総合的かつ計画的に推進すること」を目的として制定された。
国土交通省に国土交通大臣を長とする特別の機関、自転車活用推進本部を設置する。そして、自転車月間、自転車の日を定め、自転車専用道路、駐輪場、シェアサイクル設備整備の等の施策を行い、自転車活用推進計画を制定することを旨とする。

## 構成
- 第1章 総則（第1条 - 第7条）
- 第2章 自転車の活用の推進に関する基本方針（第8条）
- 第3章 自転車活用推進計画等（第9条 - 第11条）
- 第4章 自転車活用推進本部（第12条・第13条）
- 第5章 雑則（第14条・第15条）

## 自転車活用推進計画
2020年までの施策としては以下の項目が挙げられた。
- 地方の自転車道整備のために「地方版の自転車活用推進計画」策定のための手引き書のとりまとめ
- サイクルツーリズム推進のため40ほどモデルルートを作りナショナルサイクルルートの制定
- シェアサイクル施設の整備
- 学校における自転車安全教育の実施

## 自転車活用推進本部
自転車活用推進本部は本部長を国土交通大臣とし、
1. 総務大臣
2. 文部科学大臣
3. 厚生労働大臣
4. 経済産業大臣
5. 環境大臣
6. 内閣官房長官
7. 国家公安委員会委員長

その他の国交大臣の申し出により内閣総理大臣の指名する国務大臣を本部員とする。

また、事務局が置かれ、事務局長は国土交通省道路局長、事務局長代理は国土交通省官房審議官(道路局担当)、事務局次長には道路局参事官および、内閣府、警察庁、総務省、文科省、厚労省、経産省、環境省課長級の併任者で構成される。自転車活用推進本部令(平成二十九年政令第百四十二号)に「本部の庶務は、国土交通省道路局参事官において処理する」とあり、道路局に担当の参事官(本省課長級)が置かれ次長として常駐して事務を行う。それゆえ、この担当の参事官が実務の責任者とされる。